# Margitligeti-átjáró
A Margitligeti-átjáró a Duna–Ipoly Nemzeti Park területén lévő Pilis hegységben, az Oszolyon található egyik átjáróbarlang. Turista útikalauzokban is ismertetve van.

## Leírás
Pomáz külterületén, Csobánkához közel, az Oszolyon, a Margit-liget felett található és Pomáz felé eső kis sziklacsoport alján helyezkedik el a barlang. A Margitligeti-odú bejárata előtt lévő ösvényről letérve, enyhén lefelé elindulva a hegyoldalban Pomáz irányába, kb. 100 m-t megtéve el lehet jutni ahhoz a sziklabordához, melynek Ny-i oldalán fekszik a két bejáratú barlang. Felső triász dachsteini mészkőben áltektonikus módon jött létre. Nem kell felszerelés az állva kényelmesen végigjárható barlang két bejárata közötti átmenő túrához. Nincsenek rongálási nyomok a majdnem érintetlen, tiszta és száraz üregben. Az egyetlen nehézséget a barlang megtalálása jelentheti.
1974-ben volt először Margitligeti-átjárónak nevezve a barlang az irodalmában. Előfordul a barlang az irodalmában Margit-ligeti-átjáró (Miczek 1991), Margitligeti átjáró (Kordos 1970) és Margit-ligeti-átjáróbarlang (Kraus 1997) neveken is.

## Kutatástörténet
Az 1967-ben napvilágot látott, Pilis útikalauz című könyvben meg van említve, hogy az Oszoly Csobánkára néző, Ny-i oldalán, az erdővel körülvett mészkősziklák között több jelentéktelen üreg található. Az 1969. évi Karszt- és Barlangkutatási Tájékoztatóban publikált közlemény szerint 1969 augusztusában a Szpeleológia Barlangkutató Csoport a Kevélyekben szervezett tábor során fix pontokat helyezett el az Oszoly és az Oszoly-oldal 8 kisebb-nagyobb üregében. 1970. október 4-én Kordos László vizsgálta a barlang klímáját Assmann-féle aspirációs pszichrométerrel. A felszínen 9,4 °C-ot, a barlangban 9 °C-ot mért. 1970-ben a 7 m hosszú és 4 m mély barlangot Kordos László és Wehovszky Erzsébet mérték fel vesztett pontokkal és bányászkompasszal, majd Kordos László a felmérés alapján megszerkesztette a barlang alaprajz térképét és keresztmetszet térképét. A térképeken 1:100 méretarányban van bemutatva a barlang.
A Szpeleológia Barlangkutató Csoport 1970. évi jelentésében részletes leírás található a barlangról és kutatástörténetéről. A jelentésben az van írva, hogy a Margitligeti átjáró a Margitliget felett található kisebb, Pomáz felé elhelyezkedő sziklacsoport alján van. A barlang kb. 5 m hosszú, 2–3 m magas repedésszerű folyosó, amelynek É-ra lejt alja. A barlang a dachsteini mészkősziklához támaszkodó hatalmas sziklatömb által létrehozott üres tér. Falain kalciterek, aragonitos képződmények, limonitos gumók, alján törmelékes humusz figyelhető meg. Az átjáró mindig nedves. Esőzéskor és hóolvadáskor intenzív csepegés van. Felszerelés nélkül bejárható a barlang. 1970-ben a Szpeleológia Barlangkutató Csoport vizsgálta. Előző kutatói nem ismertek és irodalomben nem szerepel. A jelentés mellékletébe bekerült az 1970-es térkép.
Az 1974-ben megjelent, Pilis útikalauz című könyvben, a Pilis hegység és a Visegrádi-hegység barlangjainak jegyzékében (19–20. old.) meg van említve, hogy a Pilis hegység és a Visegrádi-hegység barlangjai között vannak az Oszoly barlangjai és a Margitligeti-átjáró. A Pilis hegység barlangjait leíró rész szerint a Csobánka felett emelkedő Oszoly sziklái között másféltucat kis barlang van. Ezeket a Szpeleológia Barlangkutató Csoport térképezte fel és kutatta át rendszeresen. E kis barlangok többsége nem nagyon látványos, de meg kell említeni őket, mert a turisták, különösen a sziklamászók által rendszeresen felkeresett Oszoly sziklafalaiban, valamint azok közelében némelyikük kitűnő bivakolási lehetőséget nyújt. Az Oszolynak a Margit-liget felett emelkedő kisebb sziklacsoportja alján található a 7 m hosszú Margitligeti-átjáró.
Az 1975. évi MKBT Beszámolóban publikálva lett az 1970. évi jelentés barlangra vonatkozó része a jelentés mellékletében lévő térképpel együtt. A Margitligeti-átjáró a Margitliget felett emelkedő kisebb, Pomáz felőli sziklacsoport alján nyílik. A davhsteini mészkőhöz támaszkodó leszakadt hatalmas sziklatömb alkotja. Alja humuszos kitöltés, a mészkő felszínén kalcit és limonitos gumók figyelhetők meg. A klímamérések eredménye, hogy 1970. október 4-én a felszínen 9,4 °C, a barlangban 9 °C lett mérve. Kordos László 1970-ben mérte fel vesztett pontokkal. 7 m hosszú és 4 m mély. A kiadványban van egy helyszínrajz, amelyen a Csúcs-hegy és az Oszoly barlangjainak földrajzi elhelyezkedése látható. A rajzon megfigyelhető a Margitligeti-átjáró földrajzi elhelyezkedése.

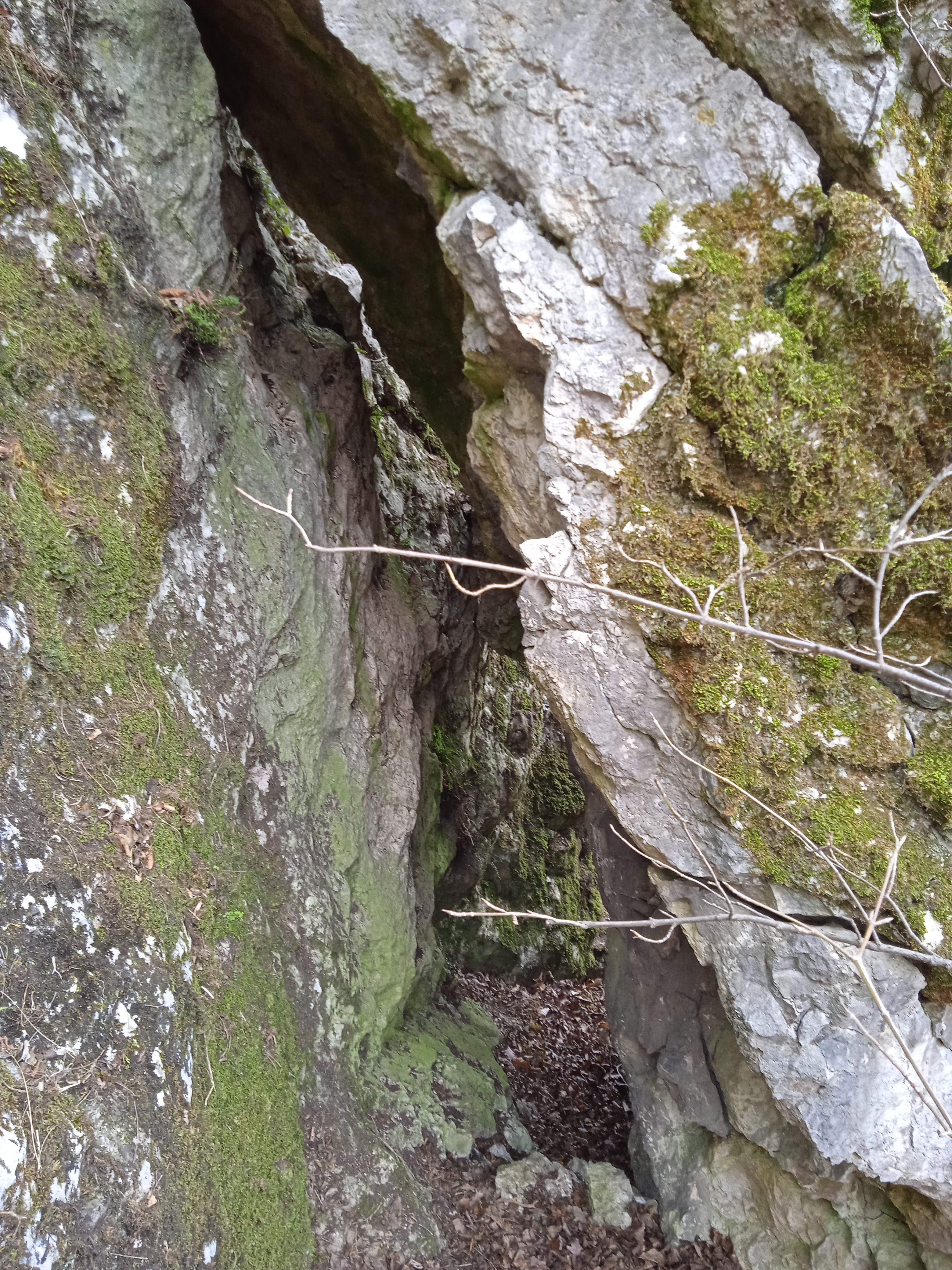
A Margitligeti-átjáró felső része

A Bertalan Károly által írt, 1976-ban befejezett kéziratban az olvasható, hogy a Pilis hegységben, a Kevély-csoportban, Pomázon helyezkedik el a Margitligeti átjáró. A Margitliget felett található, Pomáz felé eső kisebb sziklacsoport alján van. Bejárata repedésszerű és 2–3 m magas. A barlang 7 m hosszú és 4 m mély. Repedésszerű folyosó, melyet a sziklához támaszkodó hatalmas kőtömb és a sziklafal alkot. A kézirat barlangot ismertető része 3 irodalmi mű alapján lett írva.
Az 1981. évi Karszt és Barlang 1–2. félévi számában nyilvánosságra lett hozva, hogy a Margitligeti-átjárónak 4820/31. a barlangkataszteri száma. Az 1984-ben kiadott, Magyarország barlangjai című könyv országos barlanglistájában szerepel a Pilis hegység barlangjai között a barlang Margitligeti-átjáró néven. A listához kapcsolódóan látható a Dunazug-hegység barlangjainak földrajzi elhelyezkedését bemutató 1:500 000-es méretarányú térképen a barlang földrajzi elhelyezkedése. Az 1991-ben megjelent útikalauzban meg van ismételve az 1974-es útikalauzban lévő barlangismertetés és az Oszoly barlangjainak általános ismertetése. Az 1991-es útikalauzban a barlang Margit-ligeti-átjáró néven van említve. A Kárpát József által 1991-ben írt összeállításban meg van említve, hogy a Margitligeti-átjáró (Csobánka) 7 m hosszú és 4 m mély. Az 1996. évi barlangnapi túrakalauzban meg van ismételve az 1991-ben kiadott útikalauzban található leírás, amely az Oszoly barlangjait általánosan ismerteti.
1997. május 24-én Kraus Sándor rajzolta meg a Margit-ligeti-átjáró alaprajz térképét, hosszmetszet térképét és 2 keresztmetszet térképét. A térképeken 1:50 méretarányban van bemutatva a barlang. 1997. május 31-én Kraus Sándor rajzolt helyszínrajzot, amelyen a Margit-ligeti-szirt barlangjainak földrajzi elhelyezkedése van ábrázolva. A helyszínrajz egy 1997. május 29-ei bejáráson alapul. A helyszínrajzon látható az Átjáró névvel jelölt barlang földrajzi elhelyezkedése. Kraus Sándor 1997. évi beszámolójában az olvasható, hogy az 1997 előtt ismert Margit-ligeti-átjáróbarlangnak 1997-ben készült el a térképe. A jelentésbe bekerült az 1997-es helyszínrajz. A 2005-ben megjelent, Magyar hegyisport és turista enciklopédia című könyvben meg van említve, hogy az Oszoly erdejében elszórtan sziklatömbök és kis barlangnyílások váltogatják egymást.

## További irodalom
- Kordos László: Barlangtani vizsgálatok a Kevély csoport barlangjaiban. Studium, 1972. (3.) Debrecen. 95–108. old.